# Isoetes philippinensis
Isoetes philippinensis là một loài dương xỉ trong họ Isoetaceae. Loài này được Merr. & R.H. Perry mô tả khoa học đầu tiên năm 1940.
Danh pháp khoa học của loài này chưa được làm sáng tỏ. 